# Miejski Stadion Sportowy w Nowej Soli
Miejski Stadion Sportowy w Nowej Soli – stadion piłkarsko-lekkoatletyczny znajdujący w Nowej Soli. Na tym obiekcie rozgrywają mecze piłkarze Dozametu Nowa Sól.

## Położenie
Stadion położony jest przy ulicy 1 Maja w Nowej Soli, we wschodniej części miasta. Obiekt od wschodu okala Osiedle Konstytucji 3 Maja, od południa Osiedle 1 Maja, a od północy i zachodu Osiedle Fredry (dawniej XXX-lecia PRL).

## Historia
W latach 30. XX wieku w miejscu obecnego stadionu zbudowano plac sportowy. Na początku lat 60. XX wieku ze środków Totalizatora Sportowego wybudowano stadion piłkarsko-lekkoatletyczny, a jego otwarcie nastąpiło 1 lipca 1962 roku. 
W 1956 roku rozegrano tutaj finał, w 1962 jeden z meczów finałowych, a w 1963 roku jeden z finałów Pucharu Polski na szczeblu województwa zielonogórskiego z lat 1950–1975. W 1982 roku finał Pucharu Polski na szczeblu województwa zielonogórskiego z lat 1975–1998, a w 2008 roku na szczeblu województwa lubuskiego.
W sezonach 1985/1986 i 1986/1987 Dozamet rozgrywał tutaj mecze II ligi. W pierwszym meczu w tej lidze Dozametowcy zagrali z Radomiakiem Radom przy frekwencji 6000 kibiców. Taka sama frekwencja padła jeszcze m.in. podczas meczu z Arką Gdynia. Pozostaje to rekordem frekwencji na stadionie Dozametu.
W sierpniu 2021 roku ogłoszono plan gruntownego remontu stadionu, który miałby się zacząć w 2023 roku.